# Округ Ејвери (Северна Каролина)
Округ Ејвери (енгл. Avery County) је округ у америчкој савезној држави Северна Каролина.

## Демографија
По попису из 2010. године број становника је 17.797, што је 630 (3,7%) становника више него 2000. године.
| Група             | 2000.          | 2010.          |
| Белци             | 15.957 (93,0%) | 16.029 (90,1%) |
| Афроамериканци    | 598 (3,5%)     | 709 (4,0%)     |
| Азијати           | 33 (0,2%)      | 56 (0,3%)      |
| Хиспаноамериканци | 413 (2,4%)     | 797 (4,5%)     |
| Укупно            | 17.167         | 17.797         |